# Soledad Silveyra
Soledad Silveyra  (Buenos Aires, Argentína, 1952. február 13. –) argentin színésznő.

## Élete
Soledad Silveyra 1952. február 13-án született Buenos Airesben. Rengeteg filmben szerepelt. 2005-ben megkapta Paz Achaval Urien szerepét A szerelem rabjai című sorozatban.
1970-ben hozzáment José María Jaramillóhoz. Két gyermekük született. 1982-ben elváltak.

## Filmográfia

### Műsorok
- 1998: Utilísima
- 2001: Gran Hermano 1
- 2001: Gran Hermano 2
- 2002-2003: Gran Hermano 3
- 2008-2009: Un tiempo después

### Televízió
- 1964: El amor tiene cara de mujer
- 1965: Su comedia favorita
- 1967: Martín Fierro
- 1970: Una vida para amarte
- 1971: Así en la villa como en el cielo
- 1972: Rolando Rivas, taxista
- 1973: Pobre diabla
- 1974: Mi hombre sin noche
- 1975: Tu rebelde ternura
- 1979: Chau, amor mío
- 1981: Laura mía
- 1982: La Cenicienta
- 1985: Entre el cielo y la tierra
- 1986: ¿Quién es Iván Aguirre?
- 1987: Ficciones
- 1990: De los Apeninos a los Andes
- 1994: Tardes de sol
- 1995: La hermana mayor
- 1997: Socios y más
- 1999-2001: Campeones de la vida
- 2003: Costumbres argentinas
- 2004: El deseo
- 2005: A szerelem rabjai (Amor en custodia)
- 2006: Amor en custodia (mexikói verzió)
- 2006-2007: La ley del amor
- 2008: Vidas robadas
- 2010: Secretos de amor
- 2011: Volver al ruedo
- 2012: Condicionados
- 2012: Amores de historia
- 2013-2014: Mis amigos de siempre
- 2014: Bailando por un sueño

### Filmek
- 1967: La cigarra está que arde
- 1968: Un muchacho como yo
- 1968: Psexoanálisis
- 1969: Los muchachos de antes no usaban gomina
- 1969: Quiero llenarme de ti
- 1969: El profesor hippie
- 1969: Don Segundo Sombra
- 1970: Gitano
- 1970: Los mochileros
- 1971: Los neuróticos
- 1971: Así es Buenos Aires
- 1972: Disputas en la cama
- 1972: La colimba no es la guerra
- 1973: La malavida
- 1973: ¡Quiero besarlo señor!
- 1974: Gracia y el forastero
- 1974: Rolando Rivas, taxista
- 1975: Bodas de cristal
- 1975: Una mujer
- 1980: Los miedos
- 1981: Los crápulas
- 1982: La casa de las siete tumbas
- 1982: Últimos días de la víctima
- 1984: La Rosales
- 1985: Flores robadas en los jardines de Quilmes
- 1985: Hay unos tipos abajo
- 1986: Sostenido en La menor
- 1986: Pinocho
- 1987: Los dueños del silencio
- 1987: La clínica del Doctor Cureta
- 1991: Dios los cría
- 1992: Algunas mujeres
- 1992: Siempre es difícil volver a casa
- 1996: Despabílate amor
- 1997: Entre la sombra y el alma
- 1997: Sin reserva
- 1998: La noche del coyote
- 2007: Las hermanas L
- 2011: Mi primera boda
- 2011: Industria argentina, la fábrica es para los que trabajan